# D. H. Th. Vollenhoven
Dirk Hendrik Theodoor Vollenhoven (Ámsterdam, 1 de noviembre de 1892 - 6 de junio de 1978) fue un filósofo neerlandés. Junto con Herman Dooyeweerd formó parte de la primera generación de filósofos reformacionales, un movimiento intelectual con el cual Vollenhoven trabajó en comunidad a partir de su elección como presidente en 1936 del recién organizado grupo constituido para impulsar el movimiento.
Después de casarse Vollenhoven llegó a ser pastor de la Gereformeerde Kerk ubicada en Oostkapelle, Países Bajos, desde 1918. En 1921 trasladó su pastorado a La Haya lo que proporcionó a Vollenhoven y a su amigo Herman Dooyeweerd oportunidades para las discusiones, las cuales formaron la base de lo que llegó a conocerse como Filosofía Reformacional.

## Catedrático de la Universidad Libre de Ámsterdam
Mientras lideraba como pastor a su congregación en La Haya, fue designado por la Universidad Libre de Ámsterdam como su primer profesor de filosofía a tiempo completo, debido en parte a su sólida formación académica en los clásicos, la filosofía y la teología, y en parte también en consideración a su interdisciplinaria disertación doctoral referida a la teología y los fundamentos filosóficos de las matemáticas: La Filosofía de las Matemáticas desde una Perspectiva Teista (aún no traducida del holandés), la cual defendió con éxito en 1918. Una vez inaugurada la cátedra de filosofía en la Universidad Libre de Ámsterdam, Vollenhoven cargó con esta responsabilidad desde el momento de su nombramiento, siendo un relativamente joven académico, hasta el tiempo de su retiro en una avanzada edad.

## Filosofía cristiana
Vollenhoven fue uno de los intelectuales más destacados en la Universidad Libre de Ámsterdam, y en la más amplia comunidad reformada de su país, quienes trabajaban con dedicación en la tarea de fundar una filosofía distintivamente cristiana. En ese momento, el pensamiento filosófico estaba dominado por el neo-kantianismo Alemán, y por el principal rival de ese movimiento, la fenomenología de Edmund Husserl.

## Vollenhoven y Dooyeweerd
Las principales influencias en el pensamiento de Vollenhoven fueron: Abraham Kuyper, el fundador de la Universidad Libre de Ámsterdam, y el prominente teólogo Herman Bavink, ambos enseñaban un realismo teista; así como algunos otros profesores de la Universidad Libre y otras fuentes externas. Tanto Vollenhoven como Herman Dooyeweerd (dos años más joven) fueron educados en el Gereformeerd Gymnasium (una institución de educación media en Ámsterdam) y ambos estudiaron directamente a través del plan de estudios de la Universidad Libre para conseguir el doctorado, pero siempre Dooyeweerd, siendo el más joven, dos años detrás.
Un año después de haber ingresado como estudiante a la Universidad Libre en 1911, Vollenhoven conoció a Hermina Maria ('Mein') Dooyeweerd, quien era secretaria, y fue ella quien mecanografió para Vollenhoven un informe sobre un proyecto de evangelización de verano en Ámsterdam en 1912. Habiendo conocido a Mein, Vollenhoven llegó a familiarizarse con Herman el hermano menor de ella. Vollehoven se casó con Mein en 1918, y solo catorce días después, el 27 de septiembre, obtuvo su doctorado bajo la supervisión y promoción del Profesor Geesink.